# Ilisia venusta
Ilisia venusta är en tvåvingeart. Ilisia venusta ingår i släktet Ilisia och familjen småharkrankar.

## Underarter
Arten delas in i följande underarter:
- I. v. nubilosa
- I. v. venusta